# ننا یانسن
ننا یانسن (انگلیسی: Nanna Jansson؛ زادهٔ ۷ ژوئیهٔ ۱۹۸۳) بازیکن هاکی روی یخ اهل سوئد است.